# Élections municipales qatariennes de 2023
Les élections municipales qatariennes de 2023 ont lieu le 22 juin 2023 au Qatar.

## Système électoral
Le Conseil municipal central est composé de 29 sièges pourvus au scrutin uninominal majoritaire à un tour dans autant de circonscriptions électorales. Aucun parti politique n'existant au Qatar, l'ensemble des candidats se présentent sans étiquette.